# Happy Town (serie de televisión)

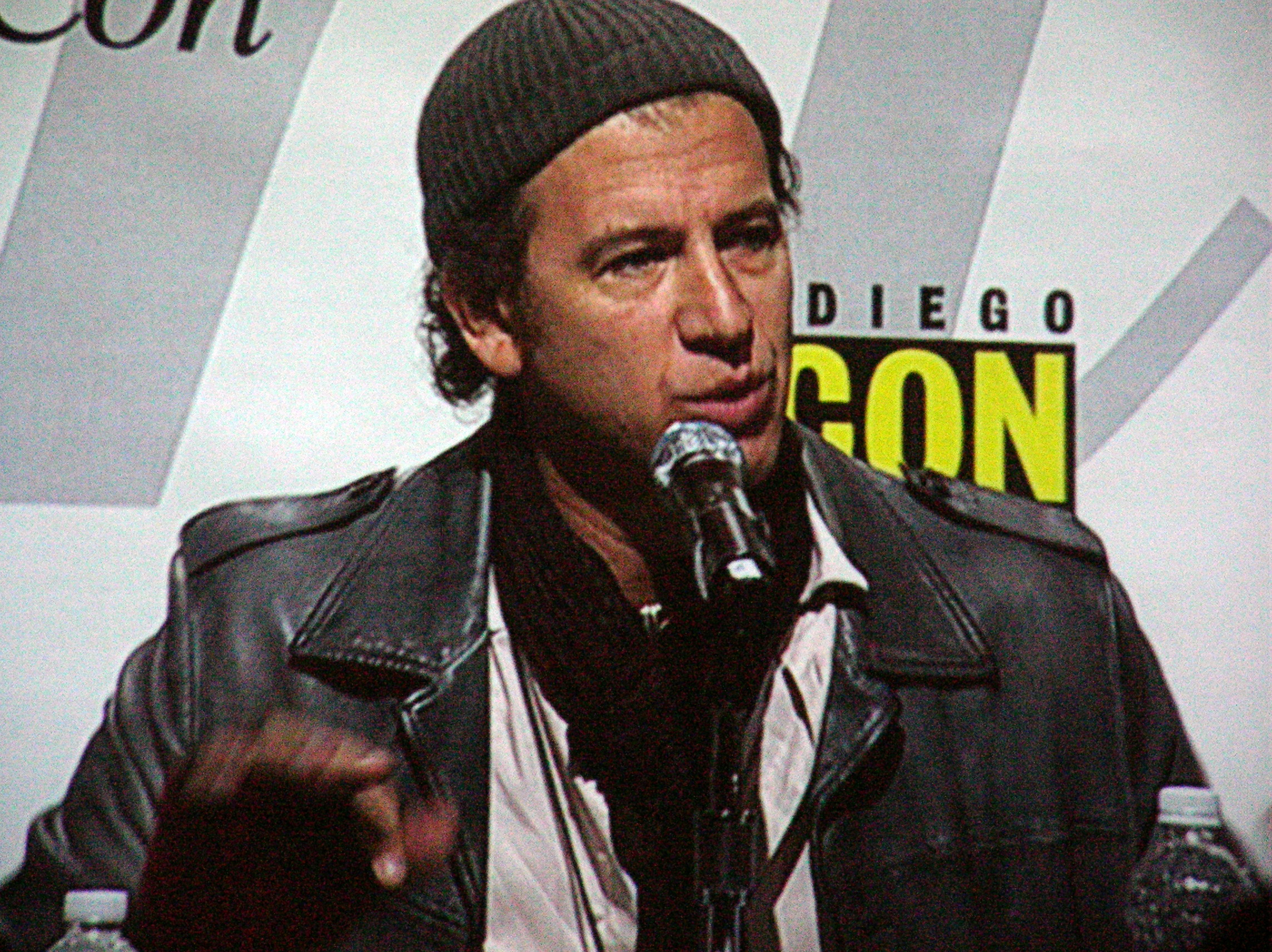
Scott Rosenberg, uno de los productores de la serie de televisión Happy Town, en un panel de promoción de la serie en la WonderCon 2010.

Happy Town  es un programa de televisión estadounidense de género dramático que se estrenó el miércoles 28 de abril de 2010 y finalizó el 16 de junio de 2010 en el canal ABC. Sus creadores son Josh Appelbaum, Andre Nemec y Scott Rosenberg. Consta de ocho episodios en total.

## Argumento
El periodo de paz que sigue a una serie de secuestros sin resolver se interrumpe con un nuevo delito del que todo el mundo habla en la pequeña ciudad de Minnesota  llamada Haplin. Los ciudadanos están convencidos de que el llamado "Magic Man" (Hombre Mágico), cuyo intérprete, Merritt Grieves, describe como "una persona que tiene una capacidad casi mística de hacer que las personas desaparezcan", es el que ha cometido los delitos. Siete ciudadanos de Haplin desaparecieron sin dejar rastro. A medida que la serie avanza, parece evidente que las desapariciones están relacionadas con una vieja película alemana llamada Die Blaue Tür  (La puerta azul ).

## Antecedentes
Aunque la serie está ambientada en Minnesota, muchas de las escenas del episodio piloto y de la primera temporada se grabaron en ciudades canadienses como Port Hope, Ontario; Penetanguishene, Ontario y St. Catharines, Ontario. Después del rodaje del episodio piloto, el actor Ben Schnetzer sustituyó a John Patrick Amedori en el papel de Andrew Haplin y Steven Weber sustituyó a Dean Winters en el papel de John Haplin.

## Reparto
- Geoff Stults como Tommy Conroy, ayudante del sheriff.
- Lauren German como Henley Boone/"Chloe".
- Amy Acker como Rachel Conroy.
- Robert Wisdom como Roger Hobbs.
- Sarah Gadon como Georgia Bravin.
- Sam Neill como Merritt Grieves.
- Peter Outerbridge como Dan Farmer.
- Jay Paulson como Eli "Root Beer" Rogers, ayudante del sheriff.
- Steven Weber como John Haplin.
- Warren Christie como Aidan "Greggy" Stiviletto.
- Lynne Griffin como Dot Meadows.
- Ben Schnetzer como Andrew Haplin.

## Reparto secundario
- Sophia Ewaniuk como Emma Conroy.
- M. C. Gainey como el sheriff Griffin Conroy.
- Frances Conroy como Peggy Haplin.
- Natalie Brown como Carol Haplin.
- Abraham Benrubi como Big Dave.
- David Cronenberg como el Dr. Leichman
- Stephen McHattie como Carl Bravin.
- Dee Wallace como Alice Conroy.

## Episodios
| N.º | Título                                                          | Fecha de emisión original | Código de prod. |
| --- | --------------------------------------------------------------- | ------------------------- | --------------- |
| 1 | «En esta casa de hielo» «In This Home on Ice»                   | 28 de abril de 2010       | 101             |
| Henley Boone llega a vivir a la aparentemente idílica ciudad de Haplin. Al mismo tiempo, ocurre un horrible asesinato en una cabaña de pescar cercana a una laguna local. El crimen evoca con fuerza la figura de un desconocido, nombrado como "Hombre Mágico". Tommy Conroy, un comisario de la pequeña ciudad, podrá tener problemas en resolver el caso ya que es obvio que los residentes esconden secretos.                                        |                                                                 |                           |                 |
| 2 | «Vine a Haplin por las aguas» «I Came to Haplin for the Waters» | 5 de mayo de 2010         | —               |
| El recién nombrado sheriff Tommy Conroy investiga el asesinato de Jerry Fridle. Hanley parece saber más acerca del oscuro lado de Haplin, y está decidida a conseguir el acceso del prohibido tercer piso de la casa de huéspedes. |                                                                 |                           |                 |
| 3 | «Polly quiere intentarlo» «Polly Wants a Crack at Her»          | 12 de mayo de 2010        | —               |
| Un investigador estatal viene a asistir a Conroy en el caso de la muerte de Fridle. Andrew exige venganza sobre la persona que cree que asaltó a su novia Georgia. Un galán extraño salva a Henley de un bizarro accidente, y luego inician una sorprendente relación. El Festival de Deshielo finalmente llega, trayendo consigo escalofriantes y trágicas consecuencias.                                                                               |                                                                 |                           |                 |
| 4 | «Por arte de magia» «Slight of Hand»                            | 2 de junio de 2010        | —               |
| Rachel Conroy desaparece y las pistan parecen indicar que el escurridizo Hombre Mágico ha regresado. Hneley obtiene sus bienes robados de Greggy Stiviletto y tiene la intención de chantejearlo con ello. La investigación de Tommy evidenció horribles pruebas que sin embargo pueden ser buenas noticias para Haplin. |                                                                 |                           |                 |
| 5 | «Este es el porqué nos quedamos» «This Is Why We Stay»          | 9 de junio de 2010        | —               |
| Tommy siente la presión de encontrar al esquivo Hombre Mágico, y Rachel quiere irse de Haplin al comenzar a sentirse presionada por John Haplin de recordar detalles de su secuestro. Merritt Grieves le revela un largamente guardado secreto a Rachel, y Henley le devuelve un martillo robado de la casa de Peggy Haplin a cambio de dinero. Det. Hobbs está convencido de que Greggy Stiviletto sabe quién encontró la mano cortada en la panadería. |                                                                 |                           |                 |
| 6 | «Preguntas y cornamentas» «Questions and Antlers»               | 16 de junio de 2010       | —               |
| El interrogatorio de John Haplin contra Lauryn Ward sobre los desaparecidos se intensifica. |                                                                 |                           |                 |

## Audiencia
A pesar de la publicidad que hizo la ABC, el primer episodio no tuvo mucho éxito, con aproximadamente 5,2 millones de espectadores de entre 18 y 49 años (lo que representa 1,7 de cada 5 espectadores de esta franja de edad), el mismo resultado y en el mismo periodo de tiempo que tuvieron sus predecesores Ugly Betty  y Eastwick durante su emisión. En su segunda emisión, los resultados empeoraron al igual que la audiencia, con 1,2 de cada 4 espectadores entre 18 y 49 años y 2,6 de cada 5 respecto al total de televidentes. La audiencia total fue de 3,8 millones de espectadores.
El 11 de mayo de 2010, la ABC anunció que iba a retirar Happy Town de la programación durante dos semanas. Tenían pensado reanudar la emisión con el episodio del 2 de junio y continuar con los 5 episodios restantes en las semanas siguientes. El 17 de mayo de 2010, la ABC confirmó que Happy Town  iba a ser una de las series de la temporada 2009-2010 que iban a ser canceladas. El 18 de junio de 2010, la ABC canceló públicamente la serie tras la emisión del episodio del 16 de junio de 2010. El 1 de julio de 2010, ABC colgó en internet los dos episodios que faltaban.

### Tabla de audiencias
| Orden | Episodio                      | Fecha de emisión    | Audiencia | Cuota de pantalla | Calificación/Cuota de pantalla (18-49 años) | Espectadores (millones) | Puesto (noche) |
| ----- | ----------------------------- | ------------------- | --------- | ----------------- | ------------------------------------------- | ----------------------- | -------------- |
| 1     | "En esta casa de hielo"       | 28 de abril de 2010 | 3,5       | 6                 | 1,7/5                                       | 5,25                    | 8              |
| 2     | "Vine a Haplin por las aguas" | 5 de mayo de 2010   | 2,6       | 6                 | 1,2/4                                       | 3,79                    | 14             |
| 3     | "Polly quiere intentarlo"     | 12 de mayo de 2010  | 2,1       | 4                 | 1,1/3                                       | 3,04                    | 14             |
| 4     | "Por arte de magia"           | 2 de junio de 2010  | 2,0       | 3                 | 0,8/3                                       | 2,76                    | 13             |
| 5     | "Por eso nos quedamos aquí"   | 9 de junio de 2010  | 1,9       | 3                 | 0,8/2                                       | 2,58                    | 11             |
| 6     | "Preguntas y respuestas"      | 16 de junio de 2010 | 1,6       | 3                 | 0,6/2                                       | 2,17                    | 12             |